# Euglossa bazinga

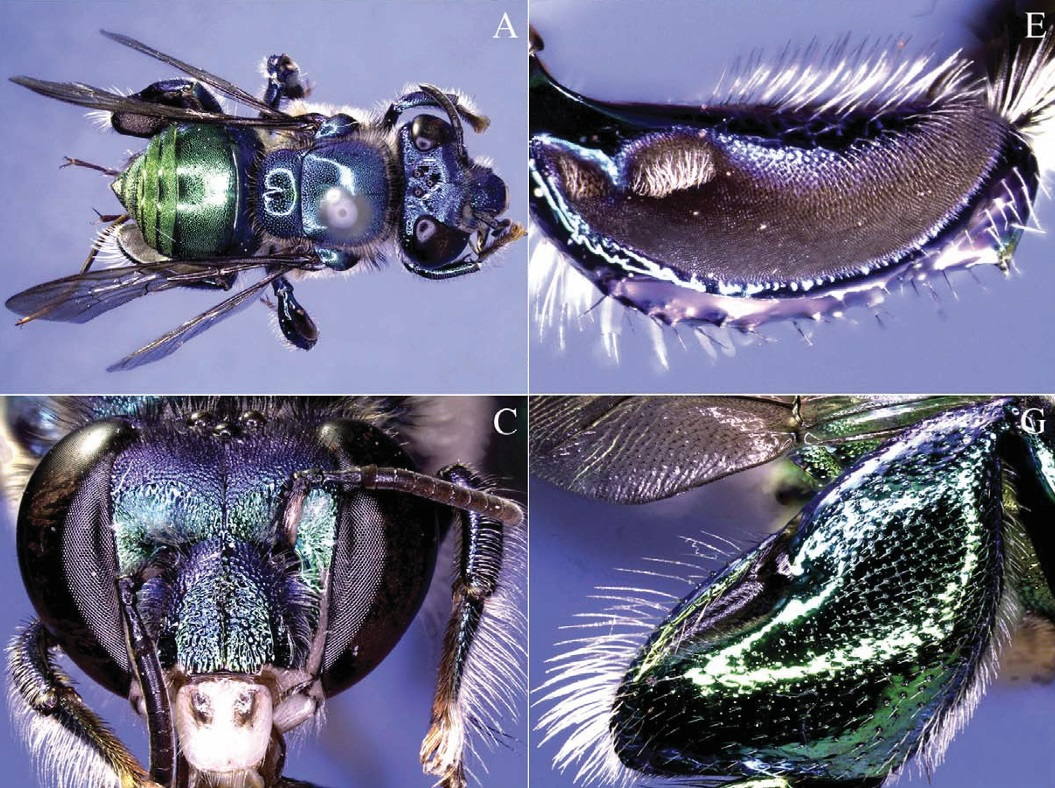
Modificada de Fig. 2 de Nemésio & Ferrari, 2012. Holótipo do macho de Euglossa bazinga sp. n.: A: visão dorsal do metassoma; C: visão frontal da face; E: visão ventral da mesotíbia; G: Coxins da metatíbia.

Euglossa bazinga é uma espécie de abelha do gênero Euglossa. Descoberta pelos cientistas brasileiros André Nemésio e Rafael Ferrari, possui corpo de coloração metalizada azul-esverdeada e ocorre em zonas de transição entre a Amazônia e o Cerrado.

## Taxonomia e denominação
A Euglossa bazinga é uma das cerca de 130 espécies atualmente atribuídas ao gênero Euglossa, da tribo Euglossini, as "abelhas de orquídeas". Foi anteriormente identificada de forma errônea por Smith, em 1874, como um síntipo de Euglossa ignita. Os biólogos brasileiros André Nemésio, da Universidade Federal de Uberlândia, e Rafael R. Ferrari, da Universidade Federal de Minas Gerais, descreveram a nova espécie, a partir de um espécime macho. A identidade da fêmea de Euglossa bazinga, infelizmente ainda permanece desconhecida. Suas descobertas foram publicadas em 2012 pelo periódico Zootaxa. Os autores deram à espécie esse epíteto específico em referência a um bordão do personagem Sheldon Cooper da série de televisão The Big Bang Theory, Interpretado por Jim Parsons. Ironicamente, o personagem é alérgico à picada de abelha.

## Distribuição e habitat
E. bazinga ocorre nas áreas do norte e centro-oeste do Mato Grosso. É um dos poucos exemplos de abelhas Euglossini que ocorrem em regiões savânicas como o Cerrado, um bioma típico da América do Sul.

## Morfologia e identificação
E. bazinga é a menor espécie do subgênero Glossura, atualmente. As abelhas desse subgênero possuem normalmente uma glossa que ultrapassa o comprimento do corpo, mesmo em repouso. O macho desta espécie pode ser identificado pelo formato dos coxins da tíbia média, pela coloração azulada da cabeça e mesossoma e azul-esverdeado no metassoma, clípeo e fronte verdes e pela presença de manchas esbranquiçadas tanto no escapo como também paralelas aos olhos compostos, se estendendo até a área malar.